# Flathead
『Flathead』（フラットヘッド）は、スコットランドのロックバンド、ザ・フラテリスの1枚目のアルバム『コステロ・ミュージック』の第2曲目に収録されている曲である。邦題は『気取りやフラッツ』。

## 解説
日本ではiPodのCMで使われた歌。「バラッババラー」という歌詞が特徴的な歌である。
この曲の題名"Flathead"は、「間抜け、馬鹿」という意味。